# Myopsaron
Myopsaron is een monotypisch geslacht van straalvinnige vissen uit de familie van de zandduikers (Creediidae).

## Soort
- Myopsaron nelsoni Shibukawa, 2010